# Margaret MacDonald (socialreformator)
Margaret Ethel MacDonald, född Gladstone den 20 juli 1870 i Kensington i London, död 8 september 1911 i Lincoln's Inn Fields i London, var en brittisk feminist och socialreformator.
Margaret MacDonald var dotter till kemiprofesorn, och en av grundarna till KFUM, John Hall Gladstone (1827–1902). Hon utbildade sig på Doreck College for Girls i Bayswater i London och på den kvinnliga delen av King's College i London. Hon studerade också statsvetenskap för Millicent Fawcett.
Omkring 1890 blev hon en övertygad socialist under inflytande av rörelserna Christian Socialists och Fabian Society. 
År 1894 anslöt hon sig till Women's Industrial Council och arbetade inom organisationen med en utredning om hemarbete i London som publicerades 1857. I arbetet med Women's Industrial Council träffade hon 1895 labourpolitikern och sedermera premiärministern Ramsay MacDonald. Hon gifte sig med honom 1896. De fick sex barn, bland andra politikern, kolonialguvernören och diplomaten Malcolm MacDonald (1901–1981) och Ishbel MacDonald (1903–1982), som var officiell värdinna för sin far premiärministern.
Margaret MacDonald reste med sin man till Kanada och USA 1897, till Sydafrika 1902, till Australien och Nya Zeeland 1906 samt vid flera tillfällen till Indien. Hon ägnade sig åt frågan om kvalificerat arbete för kvinnor och spelade en viktig roll i grundandet av de första yrkesskolorna för flickor i Storbritannien 1904. Hon var också engagerad i fackföreningsarbete för kvinnor, inklusive bildandet av Women's Labour League.
Ett minnesmärke över henne av Richard Reginald Goulden restes 1914 i Lincoln's Inn Fields i centrala London.

### Noter

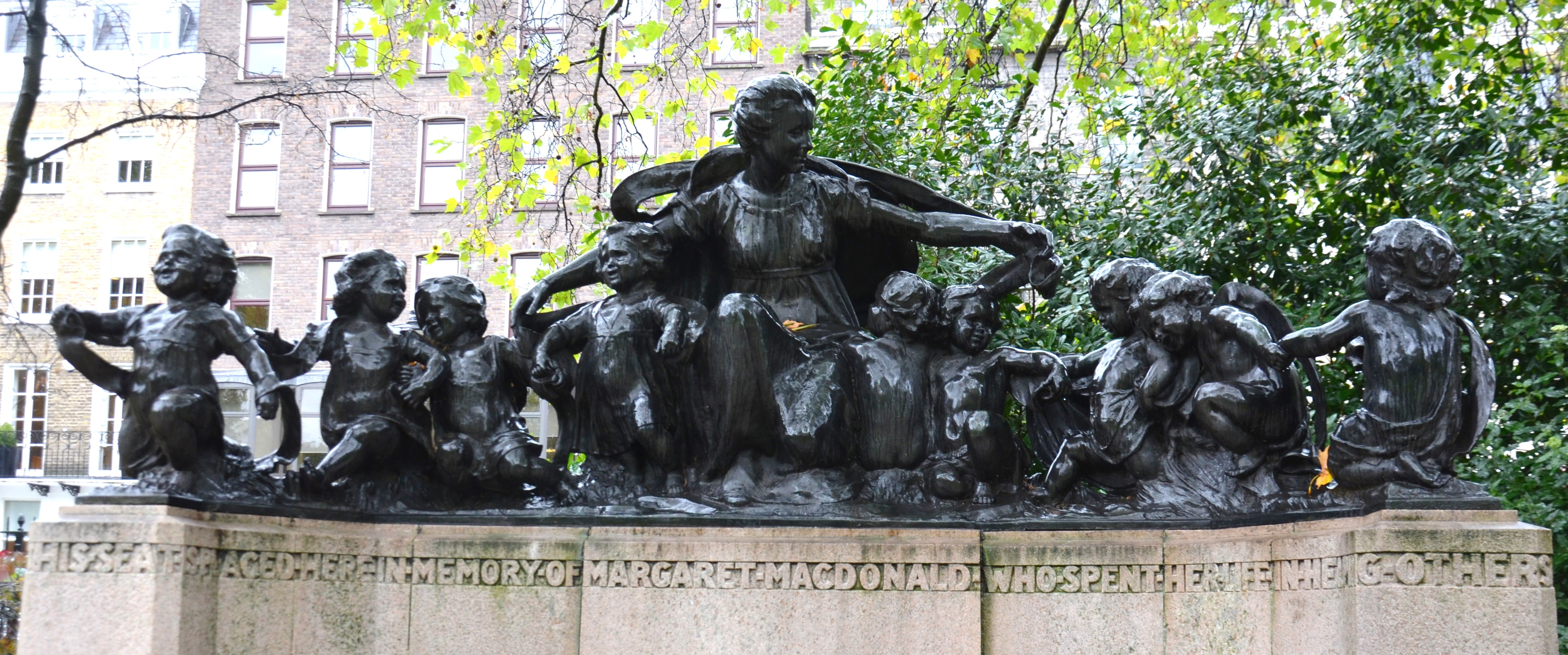
Staty i Lincoln's Inn Fields i London, av Richard Reginald Goulden